# John Parkinson

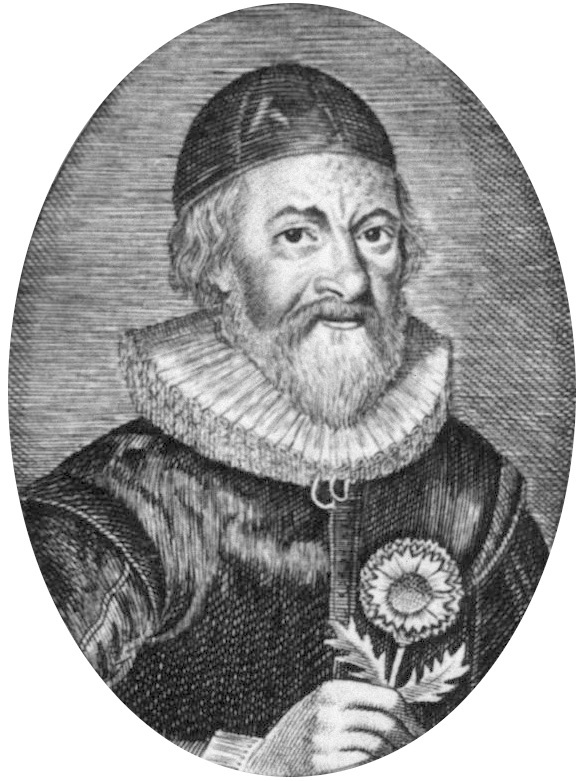
Porträt von John Parkinson

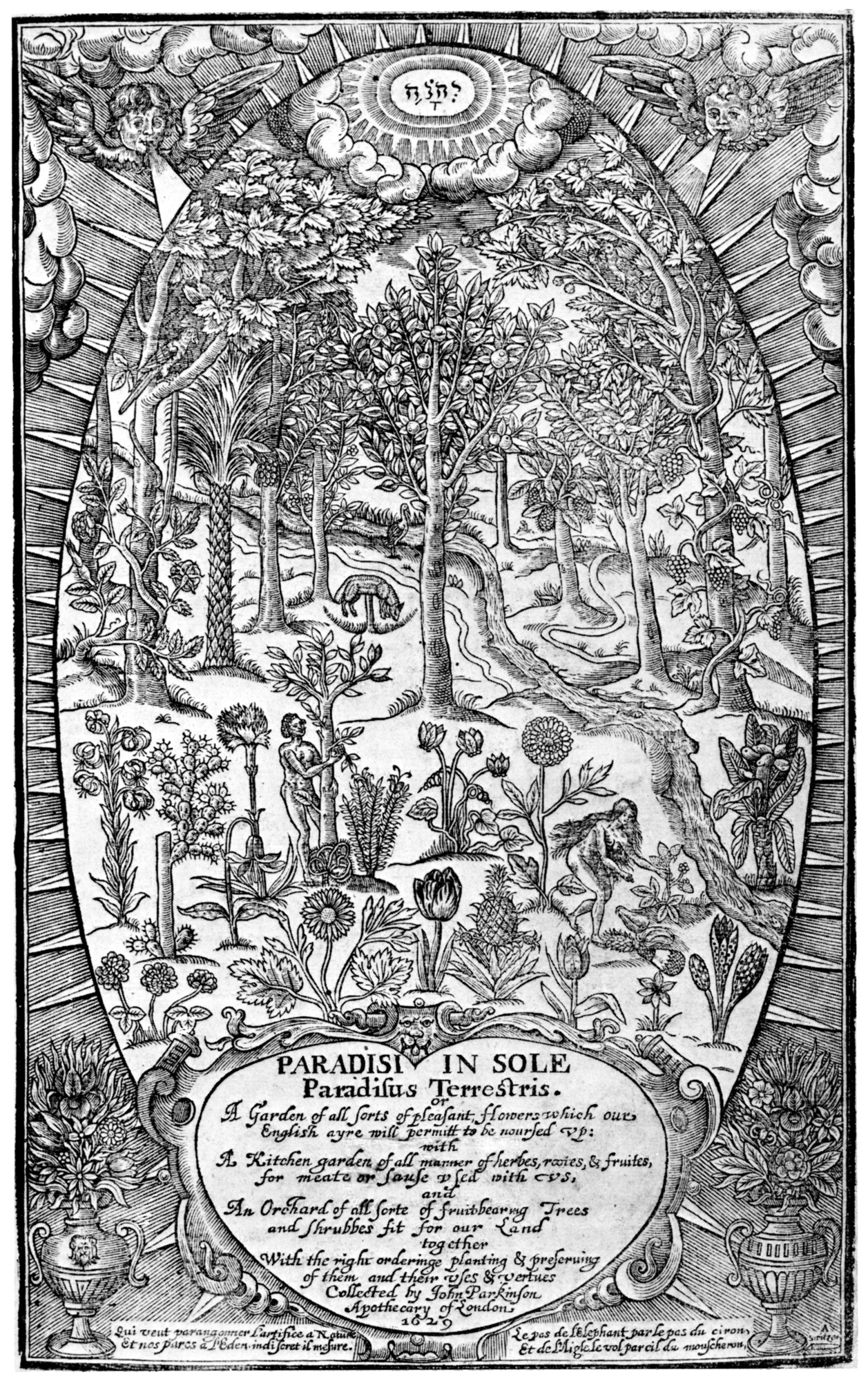
Titelblatt Paradisi in Sole Paradisus Terrestris.

John Parkinson (* 1567 in Nottinghamshire?; † August 1650 in London) war ein englischer Arzt und Botaniker. Sein offizielles botanisches Autorenkürzel lautet „John Parkinson“.   

## Leben und Wirken
John Parkinson war Apotheker von König Jakob I. Er wohnte auf dem Ludgate Hill und besaß einen großen Pflanzengarten am Londoner Stadtrand in Long Acre.
Als im Dezember 1617 auf Anordnung von Jakob I. die Worshipful Society of Apothecaries gegründet wurde, war er eines der Gründungsmitglieder. Von 1620 bis 1621 diente er der Gesellschaft als Warden. Parkinson gehörte auch zu den Ratgebern des Royal College of Physicians, als deren Mitglieder ihre Pharmacopoeia Londinensis (1618) zusammenstellten.
Sein erstes großes Werk, Paradisi in Sole Paradisus Terrestris, erschien 1629. Es ist in die Bereiche Blumen-, Gemüse- und Obstgarten unterteilt. Darin werden über 1000 Pflanzen beschrieben und etwa 800 auch abgebildet. König Karl I. verlieh ihm für seine Leistung den Titel Botanicus Regius Primarius.
Im Theatrum Botanicum von 1640 beschreibt er die medizinischen Eigenschaften von etwa 3800 Pflanzen. Seine Darstellung beruht auf der von Caspar Bauhin im Pinax entwickelten botanischen Nomenklatur.
Parkinson starb im Sommer 1650 und wurde am 6. August auf dem Friedhof der Kirche St. Martin-in-the-Fields begraben.

## Ehrentaxon
Charles Plumier benannte ihm zu Ehren die Gattung Parkinsonia der Pflanzenfamilie der Hülsenfrüchtler (Fabaceae). Carl von Linné übernahm später diesen Namen.

## Schriften (Auswahl)
- Paradisi in sole paradisus terrestris, Or, A choise garden of all sorts of rarest flowers, with their nature, place of birth, time of flowring, names, and vertues to each plant, useful in physick, or admired for beauty. London 1629 (Digitalisat, Volltext).
- Theatrum Botanicum: The Theater of Plants. Or, an Herball of Large Extent. London 1640 (Digitalisat).

## Nachweise